# Leon Czenze
Leon Adam Czenze (ur. 3 stycznia 1896 w Libawie, zm. 1940 w ZSRR) – major administracji (artylerii) Wojska Polskiego, kawaler Orderu Virtuti Militari, ofiara zbrodni katyńskiej.

## Życiorys
Był synem Juliana i Walerii. Ukończył gimnazjum w Piotrogrodzie.
W 1915 r. wstąpił do Oficerskiej Szkoły Artylerii, którą ukończył w stopniu podporucznika artylerii konnej. Walczył na froncie. W 1917 r. rozpoczął służbę w 5 pułku ułanów II Korpusu Polskiego. Po bitwie pod Kaniowem dostał się do niewoli niemieckiej.
11 listopada 1918 r. wstąpił do Wojska Polskiego i otrzymał przydział do 1 dywizjonu artylerii konnej. Walczył z 1 dak w całej wojnie polsko-bolszewickiej.
Po zakończeniu wojny 1920 roku, do 1924 r. pełnił służbę w 1 i 7 dak jako dowódca baterii, w 1922 r. awansował do stopnia kapitana. W latach 1924–1928 pełnił obowiązki instruktora i dowódcy baterii w Szkole Podoficerów Zawodowych Artylerii. Następnie służył w 10 pułku artylerii polowej w Łodzi. W latach 1929–1930 był dowódcą 8. baterii tego pułku. W marcu 1931 roku został przeniesiony do 28 pułku artylerii polowej w Zajezierzu k. Dęblina. Od 1934 aż do wybuchu wojny był zastępcą zarządcy Zapasu Młodych Koni. W międzyczasie został przeniesiony do korpusu oficerów administracji, grupa administracyjna, a w 1939 roku mianowany w tym korpusie osobowym na stopień majora z 7. lokatą.
Aresztowany we wrześniu 1939 roku przez NKWD, zamordowany w 1940 r. na Ukrainie (LW. 055/4 z 5.1940 r., poz. 44). Pochowany na Polskim Cmentarzu Wojennym w Kijowie-Bykowni.

## Awanse
- podporucznik – 1915
- porucznik – 1920 (?)
- kapitan – 1922

## Odznaczenia
- Krzyż Srebrny Orderu Virtuti Militari nr 3091[9]
- Krzyż Walecznych (trzykrotnie)[9]
- Medal Niepodległości (20 lipca 1932)[10]
- Srebrny Krzyż Zasługi (1938)[5]
- Medal Międzysojuszniczy „Médaille Interalliée”[9]